# Syntheta acineta
Syntheta acineta là một loài bướm đêm trong họ Noctuidae.